# Мощона
Мощона — річка в Україні, в Гайворонському районі Кіровоградської області. Ліва притока Ташлички (басейн Південного Бугу).

## Опис
Довжина річки 12 км, похил річки — 5,1 м/км. Формується з багатьох безіменних струмків та водойм. Площа басейну 95,2 км².

## Розташування
Бере початок у селі Мощене. Тече переважно на південний захід через Тополі і в Гайвороні впадає у річку Ташличку, ліву притоку Південного Бугу.